# Kansas, Illinois
Kansas är en by (village) i Edgar County i Illinois. Vid 2010 års folkräkning hade Kansas 787 invånare.